# 弗洛斯马提
弗洛斯马提·米哈伊（匈牙利语: Vörösmarty Mihály，1800年12月1日—1855年11月19日），匈牙利诗人，作家。诗歌风格结合爱国主义与古典主义手法，亦是匈牙利浪漫主义的开创者。